# Judit Temes
Pour les articles homonymes, voir Temes.
Judit Temes, née le 10 octobre 1930 à Sopron, et morte le 11 août 2013 à Budapest, est une nageuse hongroise.

## Biographie
Aux Jeux olympiques d'été de 1952 à Helsinki, Judit Temes remporte la médaille d'or du relais 4 × 100 mètres nage libre avec Éva Novák, Katalin Szőke et Ilona Novák. Elle est aussi durant ces Jeux médaillée de bronze du 100 mètres nage libre.

## Palmarès

### Championnats d'Europe
- Championnats d'Europe 1954 à Turin (Italie)
  -  Médaille d'or du relais 4 × 100 m nage libre
  -  Médaille d'argent du 100 m nage libre